# Liste der Sakralbauten in Timișoara
Die nachstehende Liste enthält die Kirchengebäude und -gemeinden der Stadt Timișoara in Rumänien. Die Liste erhebt keinen Anspruch auf Vollständigkeit.
| Name der Kirche                                                             | Name, rumänisch                                                                  | Bezirk              | Konfession                 | Koordinaten, Straße                                                                               | Bild, Links zu Bildern |
| --------------------------------------------------------------------------- | -------------------------------------------------------------------------------- | ------------------- | -------------------------- | ------------------------------------------------------------------------------------------------- | ---------------------- |
| Kathedrale der Heiligen drei Hierarchen                                     | Catedrala Mitropolitană                                                          | Cetate              | Rumänisch-orthodox         | 45° 45′ 2,3″ N, 21° 13′ 27,2″ O, Bulevardul Regele Ferdinand I Nr. 1                              |                        |
| Kirche Mariä Himmelfahrt (Elisabetin)                                       | Biserica Adormirea Maicii Domnului                                               | Elisabetin          | Rumänisch-orthodox         | 45° 44′ 31″ N, 21° 13′ 47,1″ O, Strada Protopop Gheorghe Dagomir                                  |                        |
| Auferstehungskirche (Mehala)                                                | Biserica Înălțarea Domnului                                                      | Mehala              | Rumänisch-orthodox         | 45° 45′ 53,4″ N, 21° 12′ 22,5″ O, Strada Cloșca 15                                                |                        |
| Militärkapelle an der Piața 700                                             | Capela militara ortodoxa din Piața 700                                           | Cetate              | Rumänisch-orthodox         | 45° 45′ 25,3″ N, 21° 13′ 26″ O, Piața 700                                                         |                        |
| Kirche des Heiligen Märtyrers Archidiakon Ștefan                            | Biserica Martirilor Sfântul Arhidiacon Ștefan                                    | Elisabetin          | Rumänisch-orthodox         | 45° 43′ 49,6″ N, 21° 13′ 54,8″ O, Aleea Crivaia                                                   |                        |
| Kirche der Heiligen Apostel Peter und Paul                                  | Biserica Sfinții Apostoli Petru și Pavel                                         | Fabric              | Rumänisch-orthodox         | 45° 46′ 36,1″ N, 21° 14′ 5,3″ O, Strada Sfinții Apostoli Petru și Pavel Nr. 1                     |                        |
| Kirche des Heiligen Elias (Fabric)                                          | Biserica ortodoxă Sfântul Ilie                                                   | Fabric              | Rumänisch-orthodox         | 45° 45′ 29,9″ N, 21° 15′ 26,9″ O, Strada Andrei Șaguna                                            |                        |
| Orthodoxe Kirche in Fratelia                                                | Biserica Ortodoxa din Fratelia                                                   | Fratelia            | Rumänisch-orthodox         | 45° 43′ 31,1″ N, 21° 12′ 34,9″ O, Strada Herculane Nr. 1                                          |                        |
| Kirche der Jungfrau Maria Geburt                                            | Biserica ortodoxa din Iosefin                                                    | Iosefin             | Rumänisch-orthodox         | 45° 44′ 46″ N, 21° 12′ 59,5″ O, Piața Alexandru Mocioni                                           |                        |
| Agape-Kirche                                                                | Biserica Agape                                                                   | Zona Calea Aradului | Rumänisch-orthodox         | 45° 45′ 57,3″ N, 21° 13′ 28,4″ O, Calea Aradului                                                  |                        |
| Studentenkirche                                                             | Biserica Studentilor                                                             | Elisabetin          | Rumänisch-orthodox         | 45° 44′ 50,5″ N, 21° 14′ 2,9″ O, Strada Plautius Andronescu                                       |                        |
| Kirche im Spital Judetean                                                   | Biserica Spitalul Judetean                                                       | Fabric              | Rumänisch-orthodox         | 45° 44′ 12,1″ N, 21° 14′ 34,2″ O, Strada Arieș                                                    |                        |
| Dacia-Kirche (Mehala)                                                       | Biserica Dacia                                                                   | Mehala              | Rumänisch-orthodox         | 45° 45′ 52,1″ N, 21° 13′ 2″ O, Piața Dacia, Strada Burebista                                      |                        |
| Christi-Himmelfahrts-Kathedrale (Timișoara)                                 | Catedrala episcopală ortodoxă sârbă                                              | Cetate              | Serbisch-orthodox          | 45° 45′ 28,6″ N, 21° 13′ 40,5″ O, Strada Emanoil Ungureanu Nr. 12                                 |                        |
| Georgskirche (Fabric)                                                       | Biserica Sfântul Mare Mucenic Gheorghe                                           | Fabric              | Serbisch-orthodox          | 45° 45′ 29,2″ N, 21° 15′ 0,7″ O, Piața Traian                                                     |                        |
| Nicolaikirche (Mehala)                                                      | Biserica Sfântul Nicolae                                                         | Mehala              | Serbisch-orthodox          | 45° 45′ 55,5″ N, 21° 12′ 26,6″ O Piața Avram Iancu                                                |                        |
| Kirche Mariä Geburt (Fabric)                                                | Biserica Nașterea Maicii Domnului                                                | Fabric              | Griechisch-katholisch      | 45° 45′ 16,4″ N, 21° 15′ 2,1″ O Piața Alexandru Sterca-Suluțiu Nr. 1 (vorher Piața Vârful cu Dor) |                        |
| Kirche der Barmherzigen Brüder an der Piața 700                             | Biserica Mizericordienilor din Piața 700                                         | Cetate              | Griechisch-katholisch      | 45° 45′ 20,7″ N, 21° 13′ 29″ O, Strada Sfântul Ioan                                               |                        |
| Kirche der Heiligen Maria Königin des Friedens und der Einheit (Elisabetin) | Biserica Sfânta Maria Regina Păcii                                               | Elisabetin          | Griechisch-katholisch      | 45° 44′ 35,3″ N, 21° 13′ 26,2″ O, Strada Gheorghe Doja                                            |                        |
| Dom zu Timișoara                                                            | Catedrala Sfântul Gheorghe din Timișoara                                         | Cetate              | Römisch-katholisch         | 45° 45′ 29,3″ N, 21° 13′ 49,1″ O, Piața Unirii Nr. 12                                             |                        |
| Katharinenkirche (Timișoara)                                                | Biserica Parohială „Sfânta Ecaterina de Alexandria“                              | Cetate              | Römisch-katholisch         | 45° 45′ 15,4″ N, 21° 13′ 41,3″ O, Strada Bolyai János Nr. 4                                       |                        |
| Piaristenkirche Heiliges Kreuz                                              | Biserica Ordinului Călugărilor Piariști „Înălțarea Sfintei Cruci“                | Cetate              | Römisch-katholisch         | 45° 45′ 8,4″ N, 21° 13′ 22,3″ O, Strada Victor Babeș Nr. 1                                        |                        |
| Millenniumskirche                                                           | Biserica Mileniului, Biserica Parohială „Sfânta Fecioară Maria, Regină“          | Fabric              | Römisch-katholisch         | 45° 45′ 24,3″ N, 21° 14′ 52,4″ O, Piața Romanilor Nr. 2                                           |                        |
| Kirche Heiliges Herz Jesu (Elisabetin)                                      | Biserica Parohială Preasfânta Inimă a lui Isus                                   | Elisabetin          | Römisch-katholisch         | 45° 44′ 28,7″ N, 21° 13′ 35,1″ O, Piața Nicolae Bălcescu                                          |                        |
| Pfarrkirche Mariae Geburt                                                   | Biserica din Iosefin                                                             | Iosefin             | Römisch-katholisch         | 45° 44′ 40,8″ N, 21° 12′ 40″ O, Bulevardul Regele Carol I. Nr. 15                                 |                        |
| Klosterkirche Notre Dame „Geburt der seligen Jungfrau Maria“                | Biserica Ordinului Călugărițelor de Notre Dame „Nașterea Sfintei Fecioare Maria“ | Iosefin             | Römisch-katholisch         | 45° 44′ 35,3″ N, 21° 12′ 45,2″ O, Bulevardul General Ioan Draglina Nr. 4                          |                        |
| Marienkirche (Mehala)                                                       | Biserica Parohială „Sfântul Nume al Sfintei Fecioare Maria“                      | Mehala              | Römisch-katholisch         | 45° 45′ 53,2″ N, 21° 12′ 17,8″ O, Strada Cloșca 24                                                |                        |
| Kirche der Heiligen Dreifaltigkeit                                          | Biserica romano-catolică “Preasfânta Treime”                                     | Ronaț               | Römisch-katholisch         | 45° 45′ 15,8″ N, 21° 11′ 14″ O, Strada Cireșului Nr. 2                                            |                        |
| Kirche des Heiligen Josef (Fratelia)                                        | Biserica Parohială romano-catolică „Sfântul Josif“, Fratelia A                   | Fratelia            | Römisch-katholisch         | 45° 43′ 34″ N, 21° 12′ 33″ O, Strada Ana Ipătescu Nr. 48                                          |                        |
| Kirche Mariä Himmelfahrt (Fratelia)                                         | Biserica romano-catolică “Adormirea Maicii Domnului”, Fratelia B                 | Fratelia            | Römisch-katholisch         | 45° 43′ 24,2″ N, 21° 13′ 36,4″ O, Strada Ivan Petrovici Pavlov Nr. 28                             |                        |
| Pfarrkirche Heiliger Rochus (Freidorf)                                      | Biserica Parohială „Sfântul Rochus“                                              | Freidorf            | Römisch-katholisch         | 45° 43′ 26,5″ N, 21° 10′ 16″ O, Strada Ion Slavici Nr. 54                                         |                        |
| Reformierte Kirche Temeswar Innenstadt                                      | Biserica Reformată Timișoara-Cetate                                              | Elisabetin          | Ungarisch-reformiert       | 45° 44′ 53,6″ N, 21° 13′ 7,2″ O, Piața Maria, Strada Timotei Cipariu                              |                        |
| Lutherkirche (Cetate)                                                       | Biserica Evanghelică Lutherană                                                   | Cetate              | Evangelisch-lutherisch     | 45° 45′ 28,5″ N, 21° 13′ 54,5″ O, Piața Dr. I. C. Brătianu, Strada George Coșbuc                  |                        |
| Baptistenkirche Golgata                                                     | Biserica Baptista Golgata                                                        | Fabric              | Baptisten                  | 45° 46′ 16,3″ N, 21° 14′ 27,6″ O, Strada Carol Davila                                             |                        |
| Unabhängige Baptistenkirche Timișoara                                       | Biserica Baptista Indepenta Timișoara                                            | Elisabetin          | Baptisten                  | 45° 44′ 28,3″ N, 21° 14′ 7,4″ O, Strada Memorandumului                                            |                        |
| Baptistenkirche Nr. 2 Timișoara                                             | Biserica Baptista Nr. 2 Timișoara                                                | Fabric              | Baptisten                  | 45° 45′ 31,8″ N, 21° 15′ 4,1″ O, Strada Ecatarina Teodoroiu                                       |                        |
| Baptistenkirche Betel                                                       | Biserica Crestina Baptista Betel                                                 | Iosefin             | Baptisten                  | 45° 44′ 25,5″ N, 21° 11′ 46,9″ O, Strada Ady Endre, nr 20                                         |                        |
| Baptistenkirche Vox Domini                                                  | Biserica Crestina Baptista Vox Domini                                            | Elisabetin          | Baptisten                  | 45° 44′ 7,8″ N, 21° 13′ 50,7″ O, Bulevardul Liviu Rebreanu Nr. 106                                |                        |
| Baptistenkirche Eclesia                                                     | Biserica Crestina Baptista Eclesia                                               | Elisabetin          | Baptisten                  | Strada Mures Nr. 1–3                                                                              |                        |
| Penticostal-Kirche Smyrna                                                   | Biserica Penticostala Smirna                                                     | Fabric              | Pfingstbewegung            | 45° 46′ 17,2″ N, 21° 14′ 31″ O, Strada Nicolae Grivu                                              |                        |
| Penticostal-Kirche der Hoffnung                                             | Biserica Penticostala Speranța                                                   | Mehala              | Pfingstbewegung            | Strada Cernăuți Nr. 49                                                                            |                        |
| Penticostal-Kirche Elim                                                     | Biserica Penticostala Elim                                                       | Elisabetin          | Pfingstbewegung            | Strada Virgil Madgearu Nr. 39                                                                     |                        |
| Ekklesische Kirche                                                          | Biserica Eclesia                                                                 | Elisabetin          | Ekklesiologie              | 45° 43′ 49,1″ N, 21° 12′ 57,8″ O, Strada Letea                                                    |                        |
| Kirche der Siebenten-Tags-Adventisten (Iosefin)                             | Biserica Crestina Adventista de de Ziua a Șaptea - a Timișoara I                 | Iosefin             | Siebenten-Tags-Adventisten | 45° 44′ 47,1″ N, 21° 12′ 57,3″ O, Piața Alexandru Mocioni                                         |                        |
| Kirche der Siebenten-Tags-Adventisten (Elisabetin)                          | Biserica Crestina Adventista de de Ziua a Șaptea - a Timișoara II                | Elisabetin          | Siebenten-Tags-Adventisten | 45° 44′ 20,9″ N, 21° 13′ 31,2″ O, Strada Independentei Nr. 19                                     |                        |
| Kirche der Siebenten-Tags-Adventisten (Mehala)                              | Biserica Crestina Adventista de de Ziua a Șaptea - a Timișoara III               | Mehala              | Siebenten-Tags-Adventisten | 45° 45′ 50,7″ N, 21° 12′ 34,1″ O, Strada Chrișan Nr. 11                                           |                        |
| Synagoge in der Innenstadt                                                  | Sinagoga din Cetate                                                              | Cetate              | Synagoge                   | 45° 45′ 23,4″ N, 21° 13′ 33,7″ O, Strada Mărășești Nr. 6                                          |                        |
| Synagoge in der Fabrikstadt                                                 | Sinagoga maură din Fabric, Marea Sinagoga                                        | Fabric              | Synagoge                   | 45° 45′ 22,7″ N, 21° 14′ 43,8″ O, Strada Ion Luca Caragiale Nr. 2                                 |                        |
| Synagoge in der Josefstadt                                                  | Sinagoga din Iosefin                                                             | Iosefin             | Synagoge                   | 45° 44′ 39,7″ N, 21° 12′ 20,8″ O, Bulevardul Iuliu Maniu 55                                       |                        |

- Karte mit allen Koordinaten:
- OSM |
- WikiMap